# Triaenodes furcellus
Triaenodes furcellus là một loài Trichoptera trong họ Leptoceridae. Chúng phân bố ở miền Tân bắc.